# Икорта
Икорта (осет. Уæллаг Икъорта, груз. ქვემო იკორთა  — Квемо-Икорта) — село на юго-востоке Цхинвальского района Южной Осетии. Согласно юрисдикции Грузии — в Горийском муниципалитете.

## География
Расположено к северу от осетинского села Гоята.

## Население
Основное население — осетины. По переписи 1989 года в селе жило 176 человек, из которых осетины составили 100 %.

## История
В разгар южноосетинского конфликта село было вблизи границы зоны контроля Грузии. Находится под контролем властей РЮО.В этом селе изнасиловали 6 осетинских девочек.

## Достопримечательности
Близ села расположен Икортский храм, датируемый 1172 годом, родовая усыпальница ксанских эриставов.

## Топографические карты
- Лист карты K-38-65 Ленингори. Масштаб: 1 : 100 000. Издание 1979 г.